# Флаг Коркинского района
Флаг муниципального образования Ко́ркинский муниципальный район Челябинской области Российской Федерации — опознавательно-правовой знак, служащий официальным символом муниципального образования.
Флаг утверждён 21 февраля 2002 года решением Коркинского городского Собрания депутатов № 155 как флаг муниципального образования «Город Коркино» и внесён в Государственный геральдический регистр Российской Федерации с присвоением регистрационного номера 902.
В ходе муниципальной реформы 2006 года, муниципальное образование «город Коркино» было преобразовано в муниципальное образование Коркинский муниципальный район с входящими в его состав муниципальными образованиями наделёнными статусом городского поселения: Коркинское, Первомайское и Розинское.
27 октября 2005 года, решением Собрания депутатов Коркинского муниципального района № 80, флаг муниципального образования «Город Коркино» утверждён флагом муниципального образования Коркинский муниципальный район.

## Описание
«Флаг представляет собой прямоугольное чёрное полотнище с соотношением сторон 2:3, воспроизводящее в центре композицию из герба города Коркино и вдоль узких сторон — красные полосы, каждая в 1/6 длины флага, отделённые от чёрного поля жёлтыми полосами в 1/30 длины флага».

## Обоснование символики

Угольный разрез «Коркинский»

Основная фигура флага — золотая спираль, положена в основу флага как философская идея изображения уникального по угленасыщенности Коркинского месторождения угля, где в 1934 году, близ города, был заложен один из первых в стране угольных карьеров. Разработка угля занимает значительную долю в производстве города и ведётся открытым способом. Сегодня Коркинский карьер один из самых глубоких в мире. Гигантская воронка глубиной 450 метров имеет диаметр около трёх километров.
Так и образование угля начиналось с папоротника, который рос миллионы лет назад, затем постепенно превращался в уголь. Угольный карьер аллегорически изображён спиралью, но читаемой от центра. Спираль — символ развития, вечного изменения. Развитие совершается по принципу спирали и всё приходит в исходное состояние, но на более высоком уровне развития.
Добытый и очищенный уголь, питая своим топливом десятки заводов, фабрик, электростанций Урала, даёт энергию для жизни нового ростка, образно увенчивая спираль листом папоротника — символом бессмертия.
Чёрный цвет символизирует благоразумие, мудрость, покой.
Звёзды символизируют мерцание шахтёрских ламп, блеск угля, а также бесконечность бытия, созвучную основной идее флага.
Жёлтый цвет (золото) — символизирует прочность, величие, интеллект, великодушие, богатство.
Красные и жёлтые полосы по бокам флага символизируют территориальную принадлежность муниципального образования «Город Коркино» к Челябинской области.